# Abordaj
Abordajul (sinonim cu coliziunea) reprezintă ciocnirea neprevăzută a două nave sau ciocnirea unei nave de un obstacol. Abordajul poate avea loc între două nave indiferent că sunt maritime sau fluviale și indiferent de natura apelor în care a avut loc.
Juridic, dacă nava se lovește de un corp fix (cheu, estacadă, ponton, pod, ecluză etc.), de un obiect scufundat (epavă, ancoră, stâncă etc) sau de un corp plutitor care nu are calitatea de navă (dragă, macara plutitoare, epavă în derivă, coca unei nave aflate în construcție), ciocnirea respectivă nu se consideră abordaj, iar determinarea răspunderii se stabilește după dreptul comun.
Conform Convenției de la Bruxelles din 23 sept. 1910 referitoare la abordaj, avaria produsă unei nave sau încărcăturii ei, ca și accidentarea oamenilor de la bord, cauzate de curentul elicei sau de efectul de sugere produs de o altă navă care a trecut prea aproape de prima, se consideră ca o avarie produsa prin abordaj, chiar dacă n-a fost o lovire directă.
Din punct de vedere juridic, abordajul poate fi: „maritim" când ciocnirea are loc între două nave maritime sau între o navă maritimă și una de navigație interioară, și „fluvial" când ciocnirea s-a produs în apele interioare între două nave fluviale. „Convenția internațională de la Geneva din 9 decembrie 1930" care reglementează consecințele civile ale abordaj între nave de naționalități diferite, aplică și abordajului fluvial regulile abordajului maritim.
Determinarea răspunderii în cazul unui abordaj între nave de mare sau între o navă de mare și una de navigația interioară, indiferent de apele în care s-a produs, se stabilește în principiu, după cum urmează:
- a) dacă abordajul s-a datorat unui caz de forță majoră sau există îndoieli asupra cauzei care l-a provocat, fiecare navă își suportă paguba sa, chiar în cazul când în momentul producerii accidentului ambele, sau numai una, erau ancorate. Pagubele care s-au produs navelor sau încărcăturilor acestora sunt considerate „avarii particulare";
- b) dacă vinovată de abordaj este una din navele intrate în coliziune, această navă poartă răspunderea pagubelor cauzate;
- c) când ambele nave sunt vinovate, răspunderea civilă se stabilește în proporție cu gravitatea culpei fiecăreia dintre ele, fără solidaritate față de terți;
- d) abordajul prin faptul unui terț, îl constituie cazul în care o a treia navă a împins nava abordatoare peste nava abordată sau a impus acesteia din urmă o manevră de evitare care a provocat abordajul. Pentru nava abordatoare, fapta navei terțe constituie un caz de forță majoră cu condiția ca acțiunea ei să fi fost imprevizibilă și inevitabilă. În acest caz, nava abordată trebuie să ceară despăgubiri de la nava terță, iar nava abordatoare se poate găsi în situația de avarie comună;
- e) răspunderea navelor în materie de abordaj subzistă chiar atunci când abordajul este cauzat din vina pilotului.